# کارول باور
کارول باور (انگلیسی: Carol Bower؛ زادهٔ ۹ ژوئن ۱۹۵۶) قایقران روئینگ اهل ایالات متحده آمریکا بود.
وی در مسابقات کشوری و بین‌المللی در مجموع برندهٔ ۱ مدال طلا شده‌است.